# Pilosocereus fulvilanatus
Pilosocereus fulvilanatus är en kaktusväxtart som först beskrevs av Albert Frederik Hendrik Buining och Brederoo, och fick sitt nu gällande namn av Friedrich Ritter. Pilosocereus fulvilanatus ingår i släktet Pilosocereus och familjen kaktusväxter.

## Underarter
Arten delas in i följande underarter:
- P. f. fulvilanatus
- P. f. rosae

## Bildgalleri

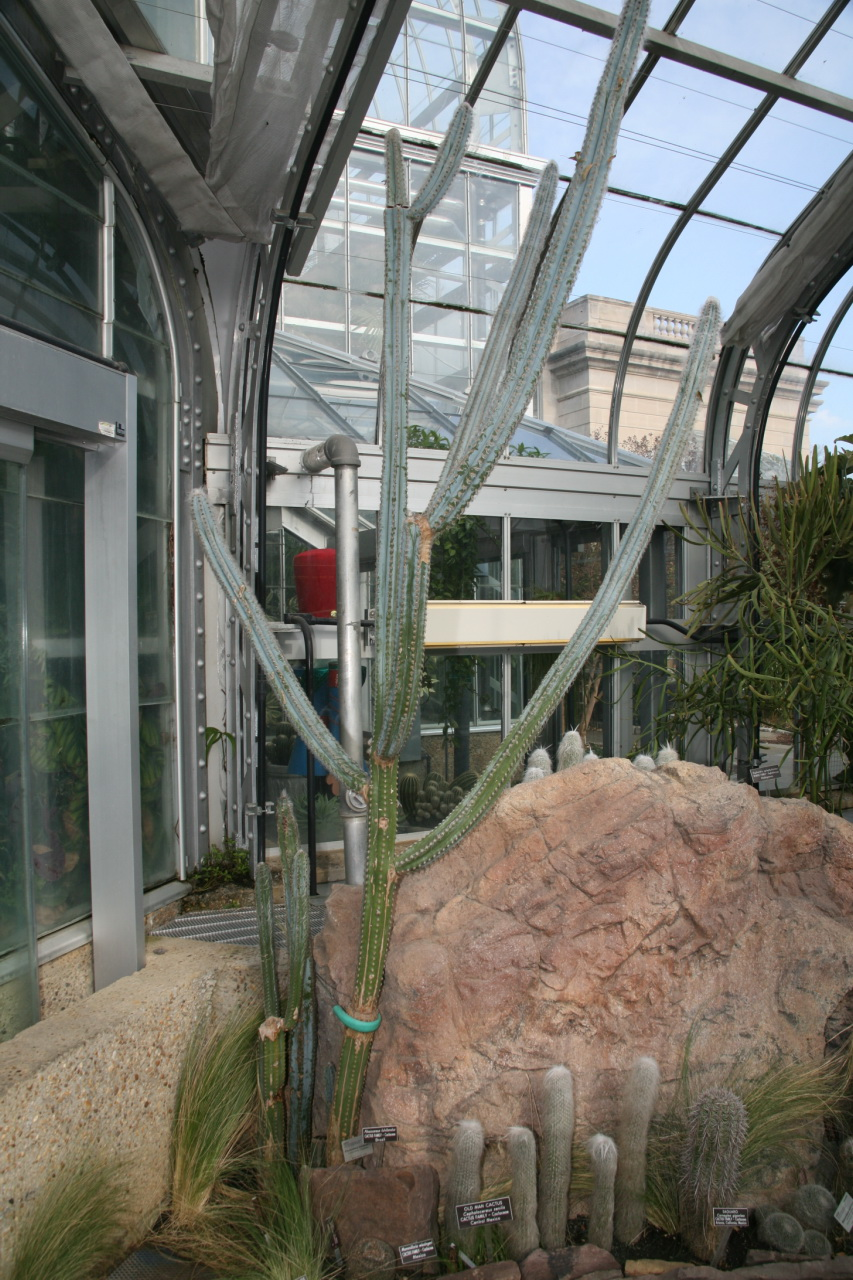